# 광정초등학교 (강원)
광정초등학교는 대한민국 강원특별자치도 양양군 하조대에 있는 공립 초등학교이다.

## 학교 연혁
- 1963년 4월 1일 현북국민학교 광정분교장 설립인가
- 1967년 3월 20일 광정국민학교 개교
- 1995년 9월 30일 교실 2칸 증축, 급식소 1동 준공
- 1996년 3월 1일 광정초등학교로 개칭
- 2009년 3월 1일 제17대 교장 윤재철 취임
- 2009년 7월 16일 교실 2칸 증축, 골프연습장 준공
- 2010년 2월 9일 제42회 졸업식(총 졸업생 수 1,131명)
- 2011년 2월 11일 제43회 졸업식(총 졸업생 수 1,138명)
- 2011년 3월 1일 제18대 교장 함동섭 취임
- 2012년 2월 9일 제44회 졸업식(총 졸업생 수 1,143명)
- 2012년 3월 1일 강원행복더하기학교 운영(2012.3.1-2016.2.28)
- 2013년 2월 8일 제45회 졸업식(총 졸업생 수 1,149명)
- 2013년 2월 15일 하조관 개관식
- 2013년 3월 4일 제19대 교장 최철영 취임
- 2014년 2월 14일 제46회 졸업식(총 졸업생 수 1,158명)
- 2023년 3월 1일 강장수 교장 부임

## 참고 자료
- 광정초등학교 - 한국교육학술정보원 학교알리미